# Homohelea inermithorax
Homohelea inermithorax är en tvåvingeart som först beskrevs av Jean-Jacques Kieffer 1918.  Homohelea inermithorax ingår i släktet Homohelea och familjen svidknott. Inga underarter finns listade i Catalogue of Life.